# Ladislav Jiránek-Strana
Ladislav Jiránek-Strana (ur. 23 lutego 1883, zm. 10 lutego 1952) – sprinter reprezentujący Czechy. Uczestniczył w igrzyskach olimpijskich w Sztokholmie w 1912 roku.
Jego rekord na dystansie 100 metrów to 11,6 s. (1911 r.)

## Występy na letnich igrzyskach olimpijskich
| Igrzyska | Wydarzenie    | Eliminacje | Eliminacje         | Półfinały       | Półfinały       | Finały          | Finały          |
| Igrzyska | Wydarzenie    | Wynik      | Miejsce            | Wynik           | Miejsce         | Wynik           | Miejsce         |
| -------- | ------------- | ---------- | ------------------ | --------------- | --------------- | --------------- | --------------- |
| LIO 1912 | Bieg na 100 m | nieznany   | 5-6. w swoim biegu | → Nie awansował | → Nie awansował | → Nie awansował | → Nie awansował |